# Polhillia involucratum
Polhillia involucratum là một loài thực vật có hoa trong họ Đậu. Loài này được (Thunb.) B.-E.van Wyk & A.L.Sch miêu tả khoa học đầu tiên.